# Micronia doddsiana
Micronia doddsiana är en fjärilsart som beskrevs av Lucas. Micronia doddsiana ingår i släktet Micronia och familjen Uraniidae. Inga underarter finns listade i Catalogue of Life.